# Prosoplus ternatensis
Prosoplus ternatensis là một loài bọ cánh cứng trong họ Cerambycidae.